# Луций Цезений Антонин
Луций Цезений Антонин (на латински: Lucius Caesennius Antoninus; * 95; † сл. 128 г.) е политик и сенатор на Римската империя през 2 век.
Син е на Луций Юний Цезений Пет (* 65 г.) и Ария Антонина (* 70 г.). По майчина линия е племенник на император Антонин Пий и по бащина линия внук на Луций Юний Цезений Пет (консул 79 г.).
През февруари и март 128 г. Антонин e суфектконсул на мястото на Луций Ноний Калпурний Торкват Аспренат заедно с консула Марк Аний Либон.
Той се жени и има дъщеря Ария Цезения Павлина (* 120; † 161 г.), която се омъжва за генерал Марк Ноний Макрин (суфектконсул 154 г.) и има с него син Марк Ноний Арий Муциан Манлий Карбон (суфектконсул по времето на Комод).